# Blechum brasiliense
Blechum brasiliense là một loài thực vật có hoa trong họ Ô rô. Loài này được G.Don mô tả khoa học đầu tiên năm 1830.